# Col·legi Santa Caterina de Siena - Dominiques d'Horta
El col·legi Santa Caterina de Siena - Dominiques d'Horta, actualment anomenat escola FEDAC Horta, és un centre d'ensenyament d'infantil, primària, ESO i batxillerat, dirigit per les germanes Dominiques de l'Anunciata, situat al carrer de Campoamor, a Horta, Barcelona.

## Història

### Construcció
Les primeres germanes Dominiques de l'Anunciata van arribar a Horta el 30 de gener de 1875. La congregació havia estat fundada a Vic pel dominic català Francesc Coll i Guitart el 1856 per a l'ensenyament de les nenes de les classes més desfavorides. Tot seguit el pare Francesc Enrich, successor de Francesc Coll, que morí l'abril de 1875, s'encarregà de la construcció del col·legi, inaugurant-se el setembre de 1878. A més del pensionat per a les internes, es va instal·lar el noviciat menor per a l'educació de les novícies que no cabien a la Casa Matriu de Vic, fins al 1881, que es construeix la nova Casa Matriu a Vic, i el col·legi queda reduït a internes i externes. L'església es construirà uns anys més tard, i s'inaugura l'abril de 1906. La primera directora fou la germana M. Rosa Morgui, fins al 1892.

### Col·legi filial
El 1879 es creà un col·legi filial, dirigit principalment a les nenes d'Horta de famílies menys acomodades, mentre que el de Campoamor era per a nenes que venien de lluny. Les germanes es traslladaven diàriament per a exercir la tasca educadora als dos col·legis. Aquest altre col·legi estava inicialment al carrer d'Horta, després a la plaça de Santes Creus fins al 1936. El 1939 es traslladà al carrer Chapí cantonada amb Martí Alsina, i uns anys més tard al carrer Chapí, 71. El 1972 aquest col·legi s'independitzà del principal. Es va reestructurar el personal religiós del centre, es va suprimir comerç i només s'impartia Preescolar i EGB; el febrer de 1975 es van redactar els estatuts de l'Associació de pares; el 1982 es van celebrar els primers Jocs Florals, per a impulsar paulatinament la cultura catalana. El 1985 es va tancar el col·legi filial per manca d'alumnes a causa d'altres escoles públiques i privades a la zona.

### Nova etapa
En les revoltes de la Setmana Tràgica, el juliol de 1909, foren incendiats el convent i l'església, juntament amb l'església vella de Sant Joan d'Horta, molt propera al col·legi. Les monges s'instal·laren en un xalet del carrer de la Rectoria, fins al 1913, en que tornaren al col·legi reconstruït, millorat i adaptat per a internat i classes externes.
Aquesta etapa va ser molt important en l'aspecte pedagògic. El 1912 la germana M. Carme Carles i Caset (Os de Balaguer, 1872 - Horta, 1964) i un grup de germanes s'havien traslladat al col·legi de Wavre Notre Dame, Anvers, Bèlgica, d'on van portar mètodes d'ensenyament nous. El 1913 van implantar a Horta les classes de l'escola Ménagère o escola de la llar per a futures mestresses de casa, primera de l'estat espanyol, formació que s'impartí fins al 1967. També es va crear la Casa d'Estudis, on les germanes que havien estudiat a Bèlgica, les noves profeses de la casa mare, i altres que estudiaven magisteri, van formar un quadre de professores, fins al 1939, que es va establir a la casa mare l'educació secundària. La germana Carme Carles va ser directora del col·legi del 1914 al 1925. Van ser professors de dibuix i de pintura eminents artistes, com Charles Collet, Jaume Busquets i Ismael Smith. El mestre Joan Llongueras i Badia va impartir classes de gimnàstica i dansa rítmica aplicant tècniques pedagògiques de Suïssa. Va ser el primer internat de l'estat espanyol en adoptar les reformes litúrgiques del Papa Pius X, fent-se eco del Primer Congrés Litúrgic de Montserrat, celebrat el 1915.
El 1920 les visità Maria Montessori, la metodologia de la qual seguiren en un impuls de la renovació pedagògica.

### República i guerra civil
Amb la proclamació el 1931 de la Segona República Espanyola, el col·legi es secularitzà i funcionà amb el nom de Mútua Coll, una associació de pares de família, fins a la Guerra Civil espanyola, el 1936, que l'edifici fou expropiat i destinat a menjador públic i a escola pública del Consell de l'Escola Nova Unificada (CENU). Els darrers temps de la guerra serví d'allotjament als refugiats de guerra.

### Retorn
Acabada la guerra l'edifici fou recuperat, les classes tornaren a començar l'abril de 1939 i l'internat començà a funcionar l'octubre d'aquell any. Els anys següents es van comprar els terrenys del voltant fins a ocupar tota l'illa, cosa que va permetre tenir pati per a l'esbarjo i esports, augmentar el nombre de classes, engrandir la biblioteca, laboratoris, seminaris...
Dels anys quaranta als seixanta s'impartia l'ensenyament primari, el comerç i el batxillerat. El 1965 fou reconegut el grau superior de l'ensenyament mitjà. El 1976 es classificà com a col·legi amb preescolar i EGB.

### FEDAC
El 2010 les 24 escoles dominiques de Catalunya es van organitzar com a Fundació Educativa Dominiques Anunciata Catalunya (FEDAC), que gestiona l'escola des d'aleshores.